# Лобода, Михаил Аркадьевич
Михаил Аркадьевич Лобода (22 января 1990, Москва) — российский автогонщик. Чемпион России по автокроссу 2007 года.

## Карьера
Михаил начал карьеру в автоспорте в 2004 году с секции картинга, куда пошёл заниматься в 14 лет под руководством Владимира Маслова, известного раллиста и заслуженного мастера спорта.
Через пару месяцев тренировок он уже выступал в межклубных соревнованиях. Дебютом стало третье место в межклубных соревнованиях по картингу (класс «Мини»), а уже зимой 2005 года молодой пилот одержал уверенную победу в следующих межклубных соревнованиях по картингу в классе «Юниор» и встал на высшую ступень пьедестала.
Одновременно с картингом Михаил начал выступать в гонках на выносливость в классе «Ока-юниор», где в первой же гонке занял первое место. На протяжении 2005 года он неоднократно поднимался на подиум в этом гоночном классе.
В возрасте 16 лет в 2006 году Михаил начал выступление в Первенстве России по автокроссу (класс Д2-Юниор), где стал третьим, опередив многих более опытных пилотов. В "Первенстве России 2006" Михаил Лобода занял первое место в общекомандном зачете, представляя команду «СпортАвто». А уже в следующем году одержал очередную победу в Первенстве России по автокроссу (класс Д2-Юниор), завоевав чемпионский титул, после чего перешёл в класс багги Д3/4.
В 2009 году Михаила пригласили принять участие в кольцевых гонках и провести сезон в известном французском монокубке Renault Clio Cup. Выступая за команду Exigence-Motorsport , он набирался опыта в условиях высокой конкуренции европейской гоночной серии. Продолжив выступление в этом чемпионате в сезоне 2010 года, на одном из этапов он поднялся на подиум, заняв второе место в зачете Junior.
Параллельно с кольцевыми гонками юный пилот выступал в России в автокроссе на багги (класс Д3/4), также неоднократно поднимаясь на подиум.
Спортивный сезон 2011 года Михаил Лобода провел в Кубке Лада Гранта, пилотируя в составе команды Aeroexpress Racing Team в экипаже со своим братом Юрием. По итогам сезона они поднялись на подиум, заняв третье место.
В 2012 году Михаил и Юрий Лобода продолжили выступление в Кубке России Lada Granta за команду Aeroexpress Racing Team . Этот год сложился удачнее - братья Лобода лидировали весь сезон, но техническая проблема на последнем этапе не позволила закончить его на вершине. По итогам сезона их экипаж занял только второе место.
В 2013 году Михаил выступал сразу в двух гоночных сериях в России. В экипаже с руководителем команды Aeroexpress Racing Team Акиниязовым Рустамом он трижды поднялся на подиум . В этот же период Михаил дебютировал в совершенно новой для себя гоночной серии - национальном чемпионате «Формула-Россия» на болидах с открытыми колесами. Сезон формулы, состоявший из восьми этапов, Михаил Лобода завершил на втором месте, уступив Станиславу Бурмистрову менее 10 очков. По итогам сезона 2013 года Михаил стал лучшим новичком года, выиграв чемпионат Татарстана в классе «Формула 3» .
В сезоне 2014 года Михаил продолжает участие в чемпионате «Формула Россия», где после шести этапов занимает первое место, имея в своем активе пять побед. Кроме того, в четвёртом этапе серии Михаил завоевал «Большой шлем» — награду за достижение гонщика, показавшего лучшее время круга в квалификации и гонке, лидировавшего в гонке от старта до финиша и одержавшего в ней победу.
Параллельно с формульными гонками в сезоне 2014 Михаил Лобода принял участие в самой массовой мировой серии гонок GT в мире — европейском чемпионате Blancpain Endurance Series. Вместе со своим братом Юрием Лободой и российским пилотом Владимиром Лункиным он представлял команду Black Falcon в зачете Pro-Am, являясь единственным полностью российским экипажем этой серии. К сожалению, проехав два этапа, которые проходили в Италии и Великобритании, Михаил был вынужден завершить участие в серии в связи с проблемами, возникшими со спонсорской стороны, что не редкость для автоспорта.
Таким образом, Михаил продолжил выступление в сезоне 2014 лишь в национальном чемпионате «Формулы Россия», в котором являлся фаворитом, и в итоге одержал уверенную победу.